# 陳晞文
陳晞文，MH（1991年1月10日—），香港滑浪風帆運動員。曾於2009年獲頒「最傑出青少年運動員」獎。於2012年的意外中受到重傷，5條肋骨折斷，及需在手術中切除脾臟，養傷數月後重投運動員生涯。目前的最佳奧運成績是於2020東京奧運女子RS:X級別賽事中獲得第八名。

## 簡歷
陳晞文小學三年級（8歲）因患上哮喘而開始學習滑浪風帆。自小受著港隊名將李麗珊與黃德森的影響，前者是她的偶像，後者則曾任她的教練，在兩人身上獲益良多。曾參加日本亞洲錦標賽（青少年組）及意大利世青賽（米氏板），並獲得冠軍。
小學時期就讀福榮街官立小學。中學時期就讀瑪利諾修院學校，學業成績優異，在2008年的香港中學會考考獲27分的佳績，其中英國文學、英文及地理科得到A等的成績。因3歲時曾與父母在英國生活三年，對英國文學尤其鍾愛，閒暇時書不離手。會考後，陳晞文宣佈休學，轉為全職滑浪風帆選手，練習時間由以往的每周15小時，加長至25小時。2009年於山東全運會首次代表中國香港參與大賽，其後又於9月的世青賽一戰成名，力壓其他選手奪得金牌；優異的比賽成績使她獲選為2009年東亞運動會揭幕禮的火炬手之一。在2009年東亞運動會中，陳晞文僅屈居於師姐陳慧琪之後奪得銀牌。
陳晞文在2008-09年，因備戰各項比賽而錯過了高考，但仍然憑藉運動和學業的優異成績，獲香港大學破格錄取；並在2010年9月重投校園，入讀文學院一年級。2010年11月，她再度代表中國香港參加2010年亞洲運動會，取得女子帆板米氏級銀牌。在亞運期間，她亦要繼續兼顧學業，不過她卻認為繁重的功課是減壓良方。
2012年，陳晞文為備戰奧運來到英國訓練，其間被帆船撞至重傷，需入住深切治療部，5條肋骨折斷，及需在手術中切除脾臟。她趕及於兩個月後的倫敦奧運會復出，於奧運滑浪風帆RS-X賽事中，十場賽事後總成績排第12。
2014年9月，陳晞文代表中國香港參加南韓仁川舉行的亞運會帆船比賽，在女子RS:X板項目10場全勝得10分，以11分之差壓過中國選手，贏得金牌。
2016年2月，陳晞文在以色列舉行的RS:X世界滑浪風帆錦標賽中，總成績排名第12，由於近兩屆賽事的成績不及隊友盧善琳，未能代表香港出戰里約奧運會。她大讚隊友表現出色，表示會在放假一個月後決定去向：「拿不到奧運資格當然失望，但我會記着前教練黃德森曾說：『勝不驕、敗不餒。』」。同年10月，陳晞文在台灣澎湖舉行的RS:One世界滑浪風帆錦標賽贏得女子組冠軍。
2017年5月，陳晞文在法國馬賽舉行的RS:X歐洲滑浪風帆錦標賽，歷史性奪得季軍。同年10月，她又在世界盃系列賽日本站贏得女子RS:X組冠軍，這亦是她職業生涯首個世界冠軍。及至11月，她在台灣澎湖舉行的亞洲滑浪風帆錦標賽中，險勝隊友盧善琳，獲得RS:X女子組金牌。
2018年8月，陳晞文在雅加達亞運會滑浪風帆RS:X賽事中, 不敵中國陳佩娜，僅得銀牌。
2020年2月，陳晞文在澳洲RS:X滑浪風帆世界錦標賽2020中，完成12場資格賽後，驚險躋身決賽，並於獎牌賽中以首名衝線，總成績排名第10，順利贏出港隊的奧運內部遴選，取得2020東京奧運入場券。
2021年7月，陳晞文在東京奧運會出戰滑浪風帆女子RS：X賽事，陳晞文首日賽事表現一般，只取得第12、8及13名，次日表現大有改善，取得第5、7及6名，排名升上第八。之後表現反覆，只取得第8、14及7名，最後一日賽事，陳晞文以第4、8及3名的佳績，以第8位打入獎牌賽。獎牌賽中，她在10位選手中以第7名衝線，最終以第8名總成績完成個人最後一屆奧運，寫下自「風之后」李麗珊退役後，香港女將奧運最佳名次。

## 榮譽
- 香港特區政府嘉獎

行政長官社區服務獎狀（2011年）
- 香港傑出運動員選舉

「香港傑出青少年運動員」（2006年、2009年 - 共2次當選）
「香港傑出運動員」（2012年）